# Drosera silvicola

Verbreitung von Drosera silvicola in Australien

Drosera silvicola ist eine fleischfressende Pflanze aus der Gattung Sonnentau (Drosera). Sie gehört zur Gruppe der sogenannten Zwergsonnentaue und ist im südwestlichen Australien heimisch.

## Beschreibung
Drosera silvicola ist eine mehrjährige, krautige Pflanze. Dieser eine offene konvexe Rosette aus aufrechten und halbaufrechten Blättern bildende Zwergsonnentau erreicht einen Durchmesser von etwa 3 cm. Die Sprossachse ist 3 cm lang und mit den welken Blättern der Vorsaison bedeckt. Oft sieht man darunter auch Stützwurzeln.
Die Knospe der Nebenblätter ist eiförmig, 8 mm lang und 4 mm breit. Die Nebenblätter selbst sind 8 mm lang und dreilappig. Der mittlere Lappen ist in 3 Segmente unterteilt.
Die Blattspreiten sind eng elliptisch, bis zu 5,5 mm lang und 1 mm breit. Die Blattstiele sind 9 mm lang, an der Basis 0,8 mm breit und verjüngen sich auf bis zu 0,4 mm an der Blattspreite. Sie sind außerdem auf der Unterseite geriffelt.
Der Blütenstand ist bis zu 8 cm lang, und mit winzigen bolzenförmigen Drüsenhärchen, deren Verteilung zum Blütenstand zunimmt, besetzt. Der Blütenstand ist ein Wickel aus bis zu 20 Blüten an rund 1,5 mm langen Blütenstielen. Die eiförmigen Kelchblätter sind 2,8 mm lang und 1,0 bis 1,3 mm breit. Die Oberfläche und die Ränder sind vereinzelt mit Drüsen besetzt. Die rosafarbigen Kronblätter sind an der Basis rötlich, an der Spitze unregelmäßig gezahnt, 7 mm lang und 5 mm breit.
Der Fruchtknoten ist annähernd kreisförmig, 0,5 mm lang und 0,8 mm im Durchmesser. Die 3 roten, horizontal gestreckten Griffel sind 0,5 mm lang. Die 1,5 mm langen Narben sind durchscheinend weiß und am Ende spitz zulaufend. Frucht und Samen sind unbekannt.
Typisch für Zwergsonnentaue ist die Bildung von Brutschuppen.

## Verbreitung, Habitat und Status
Drosera silvicola kommt nur auf einer kleinen Fläche im äußersten Südwesten Australiens vor. Sie gedeiht dort vor allem auf Lateritkies in offenem Dscharrawald 7 km südlich von Nord Bannister am Albany Highway. Die Pflanze ist nur in einem Umkreis von 2 km bekannt, ist aber nicht bedroht oder gefährdet.

## Systematik
Der Name „silvicola“ kommt aus dem Lateinischen und bedeutet „der im Wald lebt“ („silva“ = Wald), was sich auf den Standort der Pflanzen bezieht. Drosera barbigera wird als der nächste Verwandte angesehen, unterscheidet sich jedoch in der Form des Blütenstängels und der Blütenform und -farbe.